# Vishwanath Pratap Singh
Vishwanath Pratap Singh (Allahabad, 25 giugno 1931 – Nuova Delhi, 27 novembre 2008) è stato un politico indiano.
Fu primo ministro dell'India per quasi un anno, dal dicembre 1989 al novembre 1990.

## Biografia
Nacque il 25 giugno 1931 nella città di Allahabad, ora conosciuta con il nome Prayagraj Shri. Fu adottato dal Raja Bahadur Ram Gopal Singh di Manda, facente parte della divisione di Allahabad. S'iscrisse alla facoltà di giurisprudenza all'Università di Allahabad, dove fu molto attivo nelle associazioni studentesche, e poi un bachelor of science in fisica all'Università di Pune, ora chiamata Savitribai Phule Pune University.
Il 25 giugno 1955 sposò Sita Kumari, da cui ebbe due figli, Abhai Singh e Ajay Singh.
Diede inizio alla sua carriera politica tra le file del Congresso Nazionale Indiano nel 1969 con l'elezione a membro del Uttar Pradesh Legislative Assembly. Nel 1971 diventò membro del Lok Sabha. Dal 1974 al 1976 diventò viceministro del commercio su nomina del primo ministro Indira Gandhi.  
Dal 1980 al 1982 fu Primo ministro dello Uttar Pradesh.
Nel 1989 ricoprì anche la carica di ministro della difesa. Era già stato ministro della difesa nel governo guidato da Rajiv Gandhi dal gennaio all'aprile 1987.
Inoltre dal dicembre 1984 al gennaio 1987 fu ministro delle finanze.